# Ain't No Other Man
Singles de Christina Aguilera
Car Wash Hurt
Ain't No Other Man est le 1er single de l'album Back to Basics de Christina Aguilera. La chanson remporte un Grammy Award en 2007 dans la catégorie (Best Female Pop Vocal Performance) et deux NRJ Music Awards en 2007.

## Composition
Christina Aguilera a participé à l'écriture et la production de cette chanson. DJ Premier a produit la musique avec la chanteuse.

## Critiques
La chanson reçoit plusieurs critiques positives:
- Bill Lamb d'About.com[1].
- Click-music[2].
- Rolling Stone[3]

## Clip
Le réalisateur de la vidéo est Bryan Barber. Le clip fait référence au style rétro des années 1940. Christina Aguilera chante sur la scène d'un club. Ensuite, elle descend de la scène et danse. La vidéo se termine montrant Christina Aguilera allongée sur un piano du club et chantant I Got Trouble.

## Remixes
• Officiels :
- "Ain't No Other Man" (Ospina & Sullivan Radio Mix) 3:44
- "Ain't No Other Man" (Ospina & Sullivan Radio Mix - Vox Up) 3:44
- "Ain't No Other Man" (Ospina & Sullivan Mixshow) 5:16
- "Ain't No Other Man" (Ospina & Sullivan Club Mix) 7:11
- "Ain't No Other Man" (Ospina & Sullivan Dub Mix) 5:38
- "Ain't No Other Man" (Junior Vasquez Club Mix) 5:56
- "Ain't No Other Man" (Junior Vasquez Radio Mix) 3:57
- "Ain't No Other Man" (Jake Ridley remix) 6:00
- "Ain't No Other Man" (Shapeshifters mixshow mix) 5:24
- "Ain't No Other Man" (Official Remix) featuring Ludacris 4:13
- "Ain't No Other Man" new remix sample featuring Lil' Jon 2:15

• Non officiels :
- "Luis Erre Tribe Babylon Mix" - 9.28
- "DJ Paulinho Figueiredo Tribal Mix" - 9.20
- "Amokk's Club Edit" - 3.39
- "Amokk's Club Anthem - 7.04
- "Axwell Sunrise Anthem - 7.24
- "Dave Hansen Mix - 9.01

## Titres du single
1. "Ain't No Other Man" (album version) - 3:48
2. "Ain't No Other Man" (Radio Remix) - 3:36
3. "Ain't No Other Man" (instrumental) – 3:47

## Récompenses et propositions de récompenses
| Années | Ceremonies                       | Catégories                              | Résultats  |
| ------ | -------------------------------- | --------------------------------------- | ---------- |
| 2006   | MTV Video Music Awards           | Video of the Year                       | Nomination |
| 2006   | MTV Video Music Awards           | Best Female Video                       | Nomination |
| 2006   | MTV Video Music Awards           | Best Pop Video                          | Nomination |
| 2006   | MTV Video Music Awards           | Best Choreography in a Video            | Nomination |
| 2006   | Maxim Magazine                   | Most Awesome Video                      | Récompensé |
| 2006   | TMF Awards                       | Best Pop Song                           | Récompensé |
| 2007   | Grammy Awards                    | Best Female Pop Vocal Performance       | Récompensé |
| 2007   | International Dance Music Awards | Best Pop Dance Track                    | Nomination |
| 2007   | International Dance Music Awards | Best Dance Music Video                  | Nomination |
| 2007   | MTV Australia Awards             | Best Pop Video                          | Nomination |
| 2007   | MTV Australia Awards             | Best Female Video                       | Nomination |
| 2007   | MTV Australia Awards             | Video of the Year                       | Nomination |
| 2007   | MTV Video Music Awards Japan     | Best Pop Video                          | Nomination |
| 2007   | People's Choice Awards           | Favorite R&B Song                       | Nomination |
| 2007   | NRJ Music Awards                 | International album of the year         | Récompensé |
| 2007   | NRJ Music Awards                 | International female artist of the year | Récompensé |
| 2008   | BMI Pop Music Awards             | Songwriting Award                       | Nomination |

## Classement dans les Charts
| Pays (2006)                                  | Position  |
| -------------------------------------------- | --------- |
| États-Unis - Billboard Hot 100               | 6         |
| États-Unis - Billboard Pop 100               | 8         |
| États-Unis - Billboard Hot Dance Club Songs  | 1         |
| États-Unis - Billboard Top 40 Mainstream     | 8         |
| États-Unis - Billboard Hot Dance Airplay     | 1         |
| États-Unis - Billboard Hot Digital Songs     | 4         |
| États-Unis - Billboard Adult Contemporary    | 6         |
| États-Unis - Billboard ARC Weekly Top 40     | 6         |
| Australie - Australian ARIA Singles Chart    | 6         |
| Autriche - Austrian Singles Chart            | 7         |
| Belgique - Belgian Singles Chart             | 10        |
| Canada - Canadian Singles Chart              | 4         |
| Danemark - Danish Singles Chart              | 5         |
| Pays-Bas - Dutch Top 40                      | 12        |
| Europe - Eurochart Hot 100 Singles           | 3         |
| France - French Singles Chart                | 13-26     |
| Allemagne - German Singles Chart             | 5         |
| Irlande - Irish Singles Chart                | 3         |
| Italie - Italian Singles Chart               | 5         |
| Grèce - Greek Singles Chart                  | 23        |
| Nouvelle-Zélande - New Zealand Singles Chart | 5         |
| Norvège - Norwegian Singles Chart            | 2         |
| Suède - Swedish Singles Chart                | 15        |
| Hongrie - Hungary Singles Chart              | 3         |
| Suisse - Swiss Singles Chart                 | 5         |
| Japon Singles Chart                          | 13        |
| Royaume-Uni - UK Singles Chart               | 2         |
| - United World Chart                         | 2         |
| - Ventes (Singles & Airplay)                 | 4.542.000 |

## Certifications
Australie certification :  Platine
 Canada certification : 2x  Platine
 États-Unis digital certification :  Platine
 États-Unis mastertone certification :  Or
 certification : 2x  Platine